# هیلر وی‌ایکس‌تی-۸

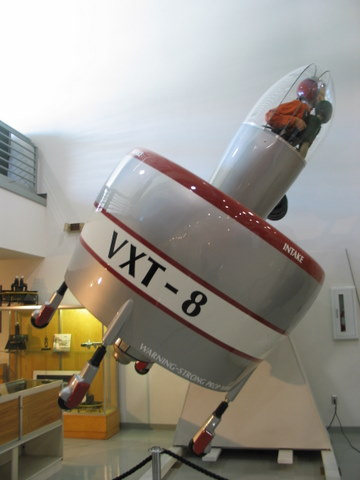
ماکت وی‌ایکس‌تی-۸ در موزه هیلر

هیلر وی‌ایکس‌تی-۸ (به انگلیسی: Hiller VXT-8) یک طرح بال‌بسته عمودپرواز ساخت هواگردسازی هیلر بود که در واپسین سالهای دهه ۱۹۵۰ میلادی با الهام‌گیری از اسنکما کولئوپتر ساخته شد. این پروژه از مرحله ماکت فراتر نرفت.